# Batipuah Ateh
Batipuah Ateh is een bestuurslaag in het regentschap Tanah Datar van de provincie West-Sumatra, Indonesië. Batipuah Ateh telt 3698 inwoners (volkstelling 2010).